# En 79 días. Vuelta al mundo en Vespa
En 79 días. Vuelta al mundo en Vespa es un libro escrito por Santiago Guillén y Antonio Veciana (España, 1942) que narra el viaje que los autores realizaron a lo largo de 79 días alrededor del mundo, recorriendo más de 40 000 kilómetros y 17 países en una única moto Vespa, en 1962. El libro fue publicado por vez primera en 1964. 

## Inspiración
La idea de realizar el viaje en Vespa alrededor del mundo en 79 días les surgió a los autores tras ver en el cine La Vuelta al Mundo en Ochenta Días, largometraje del director de cine (Michael Anderson en 1956.

## Sponsorización y ayudas
Los autores contaron con el apoyo de distintas instituciones oficiales del Gobierno de España, así como de entidades privadas como Vespa y BOAC. El pintor Dalí y su mujer, Gala, accedieron a firmar la motocicleta antes del viaje. Los aventureros pertenecían en aquel momento a la Organización Juvenil Española que colaboró y a la que dedicaron su libro.

## Recorrido

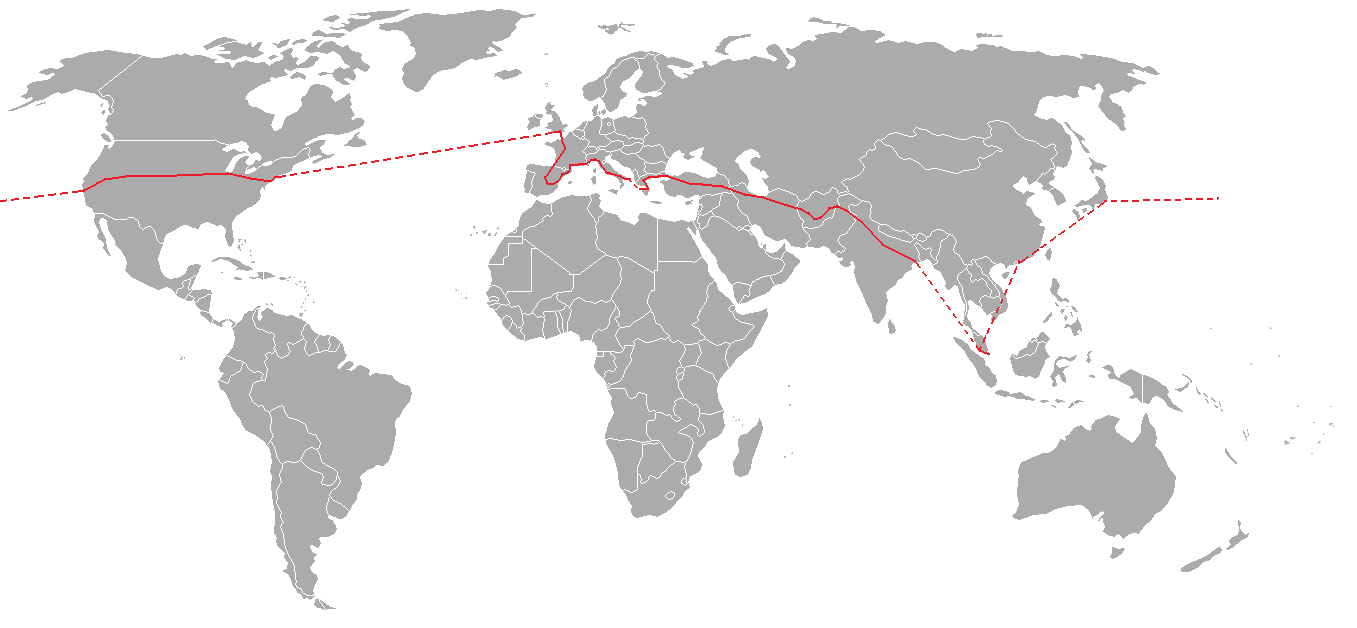

Su recorrido atravesó más de 40.000 km (de los cuales 19.000 fueron a lomos de una moto Vespa y los otros en avión) y 17 países: España, Francia, Mónaco, Italia, la Ciudad del Vaticano, Grecia, Turquía, Irán, Afganistán, Pakistán, India, Malasia, Singapur, Hong Kong, Japón, Estados Unidos y Reino Unido. 
El punto de partida fue Madrid, el 25 de julio de 1962, celebración de Santiago Apóstol. Tras realizar un pequeño desvío pasando por Albacete para visitar a sus respectivas familias, recorren la costa del Mediterráneo hasta llegar a Roma. Desde allí, se desplazaron hasta Brindisi, puerto donde debían tomar un barco a Atenas. Sin embargo, el barco había partido sin previo aviso antes del horario marcado y se vieron obligados a tomar otro barco a Patras.
Tras llegar a Estambul, dejan Europa adentrándose en Asia por la Ruta de la Seda seguida por Marco Polo y popularizada en los años 60 con el llamado hippi trail hacia la India. Entre Kandahar y Kabul tienen varios problemas con el amortiguador, llegando incluso a necesitar ser transportados por un camión por unos kilómetros. Como entrada al subcontinente indio emplean el célebre paso Khyber. Cerca de Rawalpindi, capital Pakistán en aquel entonces, comienza a surgir un problema eléctrico que les hará ganar un retraso de 10 días que después deberán de ir compensando.
En Calcuta, toman un avión de la compañía BOAC. Inicialmente su plan era seguir la ruta pasando por Manila, Filipinas, pero debido a su retraso acumulado, cambian el recorrido. Primero hacen una escala en Kuala Lumpur. Allí realizan una visita terrestre a Singapur. Después se detienen en Hong Kong (aún por aquella época colonia británica independiente de China). Tras realizar unas brevísimas escalas en Tokio y Honolulu, llegan a San Francisco.
Cruzan el continente norteamericano, siguiendo la carretera Interestatal 80 (segunda carretera más larga de los Estados Unidos), recorriendo los estados de California, Nevada, Utah, Wyoming, Nebraska, Iowa, Illinois, Indiana, Ohio, Pennsylvania, Nueva Jersey y Nueva York (también realizan una visita turística a Washington D. C.. Una vez en la ciudad de Nueva York, toman un avión a Londres. Desde allí pasan a Francia y regresan por tierra, llegando a Madrid el 12 de octubre, Fiesta Nacional de España, 79 días después (al igual que Phileas Fogg, ganaron un día al viajar hacia el Este y atravesar la línea internacional de cambio de fecha).

## Motocicleta
La motocicleta fue apodada por los autores como "Dulcinea" en recuerdo al personaje de la novela Don Quijote de la Mancha, escrita por Cervantes. Tras la realización del viaje, los autores vendieron la motocicleta a Moto Vespa S.A. por 100.000 pesetas (unos 18.000 euros teniendo en cuenta el IPC a 2009). Este dinero fue donado a fines benéficos. La moto ha sido expuesta en distintos museos como el Museo Guggenheim Bilbao y actualmente descansa en el Museo Piaggio en Pontedera (Italia).

## Fotografías
Los autores llevaron una cámara réflex de objetivos gemelos Yashica de formato de película medio (con negativo de 120 mm proporcionando imágenes cuadradas de 6x6cm) y 35 carretes de película en blanco y negro. Algunas de estas fotografías fueron publicadas en la reedición de 2005.